# Ian Steel

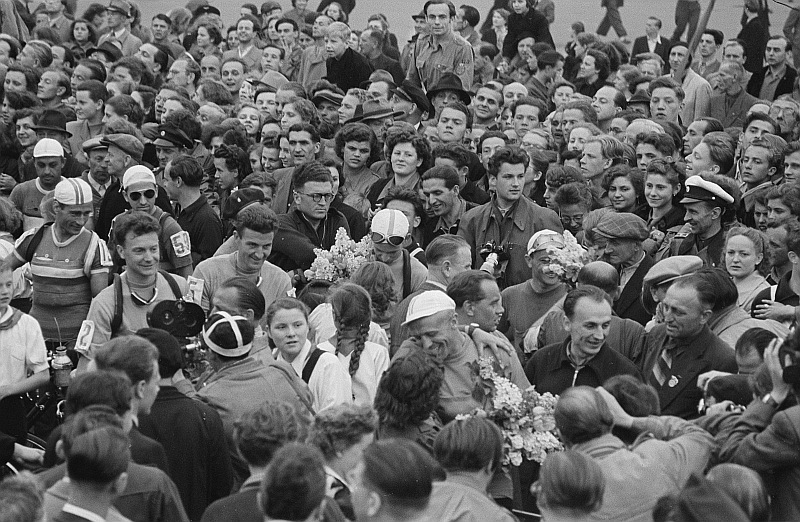
Die Fahrer der Friedensfahrt 1952 vor dem Start zur achten Etappe in Leipzig. In der Menge: Ian Steel (Nr. 5)

Ian Steel (* 28. Dezember 1928 in Glasgow; † 20. Oktober 2015) war ein britischer Radrennfahrer.
1946 begann Ian Steel mit dem Radsport. 1951 wurde er Unabhängiger mit einem Vertrag beim britischen Team Viking Cycles. In seinem ersten Jahr gewann er u. a. die Rennen Paris-Lens, die Tour of Britain (wobei er das erste Mal in seinem Leben englischen Boden betrat), die Tour of the Chilterns und wurde schottischer Meister im Straßenrennen. 1952 startete er mit einer britischen Nationalmannschaft bei der Internationalen Friedensfahrt und gewann die Gesamtwertung, ohne einen einzigen Etappensieg errungen zu haben; das britische Team gewann die Mannschaftswertung. Im selben Jahr wurde er britischer Meister im Straßenrennen und im Jahr darauf britischer Vize-Meister. 1955 startete er bei der Vuelta a España und bei der Tour de France. Zur Friedensfahrt kehrte Steel 1965 noch einmal als Teamchef einer internationalen Mannschaft zurück, die aus Fahrern des Libanon, Großbritannien und Luxemburg bestand.
Die Tour beendete Steel vorzeitig nach der achten Etappe aus Protest, weil er, der als stärkster und erfahrenster Fahrer des britischen Teams galt, Helferdienste für Brian Robinson übernehmen sollte. Generell stand der erste Start eines britischen Teams bei der Tour unter keinem guten Stern, da die Fahrer, die verschiedenen Profi-Teams und Verbänden angehörten, untereinander zerstritten waren. Dem Teammanager, Syd Cozens, fehlte es als ehemaligem Bahnradsportler zudem an Erfahrung mit einem solchen schweren Straßenrennen; es stellte sich heraus, dass sowohl die Räder als auch die Reifen ungeeignet waren. 1956 beendete Steel seine Radsport-Karriere.
In den 1990er Jahren erhielt Ian Steel eine Seite im Golden Book of Cycling. Er war ein Schwager des Radrennfahrers Bob Thom, der 1949 britischer Straßenmeister wurde.